# Мир Мухамедова џамија (Чајниче)
Мир Мухамедова џамија је национални споменик Босне и Херцеговине. Налази се у Чајничу, Република Српска, Босна и Херцеговина. Мјештани је зову Мухамед Мустај-беговом или Дјевојачком џамијом.

## Историја
Није познат тачан датум изградње, али судећи по начину изградње, изграђена је на прелазу из XVI на XVII вијек. Најстарији сачувани натписи на џамији су из 1618. године, тако да се претпоставља да је џамија, заиста, грађена током овог периода. Историјски подаци о овој џамији су оскудни. Није сачувана оригинална документација, нити постоје снимци прије Другог свјетског рата, осим историјских разгледница на којима се налази и ова грађевина. У литератури се помиње податак да је џамија имала дрвену мунару. На историјским разгледницама Чајнича из аустроугарског периода, као и периода између два свјетска рата, уочава се да је џамија у том периоду имала камену мунару.
Џамија је током Другог свјетског рата била теже оштећена, да би 1967. године била извршена реконструкција. Почетком рата у Босни и Херцеговини, џамија је тешко оштећена 1992. године. Обновљена је 2012. године.

## Опис
Мир-Мухамедова џамија припадала је једнопросторним џамијама са четвороводним кровом као и са каменом мунаром, софама изнад којих се налазио трем. Површина џамије износи 115 метара квадратних.